# Link Quality Indicator
Der Link Quality Indicator (LQI; deutsch Verbindungsqualitätkennzahl) ist ein Maß für die Stärke oder die Qualität eines empfangenen (Funk-)Pakets für Wireless Personal Area Networks (WPAN).
Bei einer Funkverbindung will man wissen, wie wahrscheinlich es ist, dass ein Empfänger eine Nachricht, die von einem Sender gesendet wurde, versteht. Dies ist insbesondere dann wichtig, wenn unterschiedliche Übertragungswege existieren, um den Weg auszuwählen, der die Nachricht am zuverlässigsten überträgt. Hier hilft der LQI als Entscheidungskriterium, indem man für jede Teilstrecke den LQI bestimmt und dann die Strecke mit dem höchsten LQI auswählt. 
LQI ist in der IEEE 802.15.4 Kapitel 8.2.6 definiert und wird meist als eine Zahl zwischen 0 und 255 angegeben. Dabei steht 0 für eine sehr schlechte und 255 für eine sehr gute Verbindung. Der LQI soll für jedes einzelne Paket ermittelt werden. Es ist herstellerabhängig, wie der LQI ermittelt wird. Einige Hersteller von Funk-ICs nutzen einfach einen skalierten RSSI, andere messen den Signal-Rauschabstand.